# Andover Town F.C.
Câu lạc bộ bóng đá Andover Town là một câu lạc bộ bóng đá có trụ sở tại Andover, Hampshire, Anh. Đội hiện là thành viên của Wessex League Division One và thi đấu tại Sân vận động Portway.

## Lịch sử
Câu lạc bộ được thành lập bởi các nhân viên từ Andover College và Sparsholt College vào năm 2013 sau khi Andover F.C. đã tan rã; hai trường đại học đã tiếp cận Hội đồng Quận Test Valley về việc tiếp quản Sân vận động Portway của Andover để sử dụng cho các chương trình học viện bóng đá của họ, với mục đích cũng là thành lập một câu lạc bộ cấp cao. Câu lạc bộ được bầu vào Division One của Wessex League. Trong mùa giải đầu tiên, đội đã tham gia vào một trận đấu tại Hampshire Senior Cup trước Brockenhurst kết thúc với tỷ số 0-0 sau hiệp phụ; trong loạt sút luân lưu sau đó, 29 quả phạt đền liên tiếp được ghi, với chiến thắng chung cuộc 15-14 của Brockenhurst. Điều này sau đó đã được Hiệp hội bóng đá Anh xác nhận là kỷ lục quốc gia Anh (và có thể là kỷ lục thế giới) về số bàn thắng liên tiếp ghi được nhiều nhất trong loạt sút luân lưu.
Vào cuối mùa giải 2013-14, Andover là á quân của Division One, được thăng hạng lên Premier Division. Mùa giải tiếp theo, họ có trận ra mắt tại FA Vase, và mùa giải 2015-16 lần đầu tiên thi đấu tại Cúp FA. Mùa giải 2017-18 câu lạc bộ là á quân của Premier Division, có khả năng được thăng hạng lên Division One West của Southern League. Tuy nhiên, câu lạc bộ đã từ chối thăng hạng và bị xuống hạng đến Division One của Wessex League như một hình phạt.

## Sân vận động

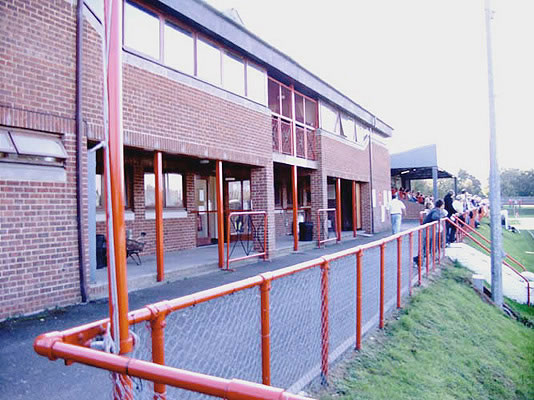
Ảnh chụp Sân vận động Portway, cho thấy nhà câu lạc bộ, khán đài và ngân hàng

Câu lạc bộ đã tiếp quản Sân vận động Portway của Andover F.C. sau một cuộc bỏ phiếu tại Hội đồng Khu vực Test Valley vào tháng 7 năm 2013. Sân vận động được xây dựng vào năm 1989 với chi phí  850.000 bảng Anh. Một khán đài lớn với ghế băng được dựng ở một bên của sân và hơi nâng lên trên, với ba mặt còn lại để hở. Sau khi được tân trang lại, sân đã được mở lại vào ngày 28 tháng 12 năm 2013 cho trận đấu với Team Solent, với chiến thắng 4-0 của Andover trước 161 khán giả.

## Kỉ lục
- Thành tích tốt nhất tại Cúp FA: Vòng loại thứ nhất, 2016-17[4]
- Thành tích tốt nhất tại FA Vase: Vòng Hai, 2016-17[4]
- Kỉ lục số khán giả: 546 với Salisbury, Wessex League Premier Division, 18 tháng 8 năm 2015[1]
- Trận thắng đậm nhất: 11-0 với East Cowes Victoria Athletic, Wessex League Division One, 25 tháng 1 năm 2014[1]
- Trận thua đậm nhất: 6-0 với Salisbury, Wessex League Premier Division, 2 tháng 2 năm 2016[1]
- Cầu thủ ra sân nhiều nhất: Alex Doctree, 130[1]
- Cầu thủ ghi nhiều bàn thắng nhất: Michael Dixon, 52[1]